# Son Móger
Son Móger (o Son Mòger; en catalán y oficialmente Son Moja) es una localidad y pedanía española perteneciente al municipio de Santañí, en la parte suroriental de Mallorca, comunidad autónoma de las Islas Baleares. Cerca de esta localidad se encuentran los núcleos de Cala Santañí, Cala Figuera, Santañí capital, Cap d'es Moro, Llombards y Cala Llombards.

## Historia
Son Móger es una zona residencial formada por viviendas unifamiliares cuyas primeras construcciones se iniciaron en los años 1980.

## Demografía
Según el Instituto Nacional de Estadística de España, en el año 2019 Son Móger contaba con 121 habitantes censados, lo que representa el 0,99% de la población total del municipio.

### Evolución de la población
| Gráfica de evolución demográfica de Son Móger entre 2009 y 2019 |
|                                                                 |
| Datos según el nomenclátor publicado por el INE.                |

## Comunicaciones

### Carreteras
La principal vía de comunicación que transcurre por esta localidad es:
| Identificador | Denominación              | Itinerario             |
| ------------- | ------------------------- | ---------------------- |
| Ma-6102       | De Santañí a Cala Figuera | Santañí - Cala Figuera |

Algunas distancias entre Son Móger y otras ciudades:
| Ciudades          | Distancia (km) |
| ----------------- | -------------- |
| Santañí           | 3              |
| Manacor           | 32             |
| Palma de Mallorca | 54             |